# Temporada 1965-1966 del Liceu
En la temporada 1965-1966 el Gran Teatre del Liceu va tenir el privilegi de veure el debut de dos tenors importantíssims, un que començava i un altre amb una llarga i espectacular carrera al darrere. Per una banda el d'un desconegut Plácido Domingo cantant l'Anselmo de l'òpera de José Pablo Moncayo, La Mulata de Córdoba amb la Companyia de l'Òpera Nacional de Mèxic. Aquestes funcions varen tenir lloc l'1, 4 i 6 de gener de 1966. Un mes abans havia debutat, amb 52 anys, Richard Tucker cantant el Riccardo d’Un ballo in maschera de Giuseppe Verdi.
Lucia di Lammermoor va estrenar la temporada amb la soprano Gianna D'Angelo. En l'escena de la bogeria, va fallar ostensiblement. Ella ho va atribuir al fet que en l'acte anterior, s'havia bisat el sextet, la qual cosa li havia produït cansament.
Es van produir algunes protestes que no se li van posar bé a la diva, que creia merèixer benevolència, donat el seu historial precedent a la casa, i per ser aquest tan sols el seu primer error. Per una vegada, el senyor Pàmias no la va substituir en les següents funcions. Però la d'Angelo va decidir no tornar més al Liceu. De fet, va haver de retirar-se tres anys més tard, amb només 40 anys. Tornaria vint anys després, el 1985, com a membre del jurat d'aquella edició del Viñas.
El 13 de gener el Liceu s'ensorrà amb la interpretació de Montserrat Caballé a Il trovatore. Fou un dels moments més importants de tota la història del Liceu.
| Temporada 1965-1966 del Liceu  |                         |                            |                   | |                                       |                                |
| Òpera                          | Compositor              | Director musical           | Director d'escena | Papers principals | Producció                             | Dates                          |
| Lucia di Lammermoor            | Gaetano Donizetti       | Gianfranco Rivoli          | Frans Boerlage    | Gianna D'Angelo, Jaume Aragall, Manuel Ausensi, Peter Van del Bilt, Joan Lloveras, Pilar Torres                                                                    |                                       | 9 de novembre                  |
| Aida                           | Giuseppe Verdi          | Ottavio Ziino              | Ricardo Moresco   | Charles Craig, Marcella De Osma, Adriana Lazzarini, Dino Dondi, Peter Van del Bilt, Gino Calò, Joan Lloveras, Maria Teresa Batlle                                  |                                       | 11 de novembre                 |
| Cavalleria rusticana           | Pietro Mascagni         | Ottavio Ziino              |                   | Pedro Lavirgen, Milcana Micolova, Clara Betner, Agustín Morales, Aldo Protti                                                                                       |                                       | 20 de novembre                 |
| Pagliacci                      | Ruggero Leoncavallo     | Ottavio Ziino              |                   | Pedro Lavirgen, Dolores Pérez, Nicola Nikolov, Agustín Morales, Aldo Protti                                                                                        |                                       | 20 de novembre                 |
| Madama Butterfly               | Giacomo Puccini         | Franco Ferraris            | Frans Boerlage    | Jaume Aragall/Nikola Nikolov (27 novembre), Virginia Zeani, Manuel Ausensi, Clara Betner, Maria Teresa Casabella, Dídac Monjo, Gino Calò, Juan Rico, Rafael Campos |                                       | 25, 27 novembre; 2, 5 desembre |
| Un ballo in maschera           | Giuseppe Verdi          | Laszlo Halasz              | Enrico Frigerio   | Richard Tucker, Manuel Ausensi, Amy Shuard, Inés Rivadeneira, Angelina Arena, Gino Calò, Juan Rico, Dídac Monjo                                                    |                                       | 4, 9, 12 desembre              |
| La flauta màgica               | Wolfgang Amadeus Mozart | Wolf Dieter von Winterfeld |                   | Heinz Hagenau, Elka Mitzewa, Karl Heinz Armaan, Christa Lehnert | Staatstheater de Magúncia             | 11 de desembre                 |
| Princesse Rayon de Soleil      | Paul Gilson             |                            |                   | | Reial Òpera Flamenca d'Anvers Amberes | 14 de desembre                 |
| Le carrosse du Saint-Sacrement | Henri Büsser            | Jesus Etcheverry           |                   | Robert Massard, Geori Boué | Teatres Lírics Nacionals Francesos    | 21 de desembre                 |
| La Voix humaine                | Francis Poulenc         | Jesus Etcheverry           |                   | Gisela Knabe, Robert Massard, Geori Boué | Teatres Lírics Nacionals Francesos    | 21 de desembre                 |
| L'Heure espagnole              | Maurice Ravel           | Jesus Etcheverry           |                   | Robert Massard, Geori Boué, Gerar Dunan, Gabriel Couret, Louis Maurin                                                                                              | Teatres Lírics Nacionals Francesos    | 21 de desembre                 |
| Serrana                        | Alfredo Keil            | Federico De Freitas        | Alvaro Benamor    | Joao Rosa, Ana Lago, Luis Fraça, Alvaro Malta | Teatro da Trindade de Lisboa          | 23 de desembre                 |
| Katerina Ismailova             | Dmitri Xostakóvitx      | František Jílek            |                   | Milada Safrankova, Vaclav Halir, Olejnicek, Pribyl, Stradalova | Teatre de Brno                        | 28 de desembre al 6 de gener   |
| Carlota                        | Luis Sandi              | Salvador Ochoa             |                   | Plácido Domingo, Maritza Alemán, Isidoro Gavari, Joan Lloveras | Òpera Nacional de Mèxic               | 1 al 8 de gener                |
| Severino                       | Salvador Moreno         | Salvador Ochoa             |                   | Plácido Domingo, Maritza Alemán, Isidoro Gavari, Joan Lloveras, Margarita Goller, Maria Teresa Casabella, Pilar Torres                                             | Òpera Nacional de Mèxic               | 1 al 8 de gener                |
| La mulata de Córdoba           | José Pablo Moncayo      | Salvador Ochoa             |                   | Plácido Domingo, Marco Antonio Saldaña, Isidoro Gavari, Joan Lloveras                                                                                              | Òpera Nacional de Mèxic               | 1 al 8 de gener                |
| Tsar i fuster                  | Albert Lortzing         | Heinz Zeebe                |                   | Gerti Zeumer, Peter Branoff, Dídac Monjo, Nolan Van Way | Companyia de Braunschweig             | 9 al 15 de gener               |
| Il trovatore                   | Giuseppe Verdi          | Carlo Felice Cillario      | Renzo Frusca      | Montserrat Caballé, Fedora Barbieri, Kostas Paskalis, Alfonso Marchica, Umberto Borsò, Maria Teresa Batlle, Joan Lloveras, Raul Montero                            |                                       | 13, 16, 18 de gener            |
| Tosca                          | Giacomo Puccini         | Carlo Felice Cillario      |                   | Regine Crespin, Renzo Frusca, Cario Cossutta, Kostas Paskalis |                                       | 20 de gener                    |
| Tannhäuser                     | Richard Wagner          | Oskar Danon                | Udo Esselun       | Montserrat Caballé, Gisela Behm, Ticho Parly, Han Günter Grimm, Otto von Rohr, Josep Simorra, Lolita Torrentó                                                      |                                       | 22 de gener                    |
| Götterdämmerung                | Richard Wagner          | Heinrich Hollreiser        | Udo Esselun       | Gertrude Grob-Prandl, Ruth Hesse, Marlies Siemerling, Gisela Behm, Hans Hopf, Otto von Rohr, Josep Simorra                                                         |                                       | 26 de gener                    |